# Án lệ 07/2016/AL
Án lệ 07/2016/AL về công nhận hợp đồng mua bán nhà được xác lập trước ngày 1 tháng 7 năm 1991 là án lệ công bố thứ 7 thuộc lĩnh vực dân sự của Tòa án nhân dân tối cao tại Việt Nam, được Hội đồng Thẩm phán Tòa án nhân dân tối cao thông qua, Chánh án Tối cao Nguyễn Hòa Bình ra quyết định công bố ngày 17 tháng 10 năm 2016, và có hiệu lực cho tòa án các cấp trong cả nước nghiên cứu, áp dụng trong xét xử từ ngày 1 tháng 12 năm 2016. Án lệ 07 dựa trên nguồn là Quyết định giám đốc thẩm số 126 ngày 23 tháng 9 năm 2013 của Hội đồng Thẩm phán Tòa án nhân dân tối cao về vụ án dân sự tranh chấp quyền sở hữu, sử dụng nhà tại Hà Nội, nội dung xoay quanh hợp đồng mua bán nhà; vấn đề một bên không ký tên trong hợp đồng; và xác định chứng cứ.
Trong vụ việc, nguyên đơn là gia đình Nguyễn Đình Sông khởi kiện bị đơn là gia đình Đỗ Trọng Thành về yêu cầu đòi lại quyền sử dụng và sở hữu nhà toàn diện đối với một căn hộ tầng hai trong 36 phố Hà Nội, nơi mà gia đình nguyên đơn đang cư trú. Căn nhà tranh chấp là tài sản đã được giao dịch mua bán bởi thế hệ trước trong những năm cuối của Chiến tranh Việt Nam. Vấn đề được đặt ra hiệu lực của hợp đồng mua bán quyền sở hữu nhà xác lập trong quá khứ, chứng cứ chứng minh lập luận của nguyên đơn. Từ đây, vụ án được chọn làm án lệ để xác định tính hợp pháp và có hiệu lực của hợp đồng mua bán nhà được xác lập trong quá khứ theo thực tế các bên.

## Tranh tụng

### Nguyên đơn

#### Trình bày
Tại đơn khởi kiện và trong quá trình giải quyết vụ án, nguyên đơn là Nguyễn Đình Sông trình bày rằng: bố ông là Nguyễn Đình Chiện (chết năm 1998), mẹ ông là Nguyễn Thị Mở (chết năm 2005). Bố mẹ ông có bốn người con gồm ông, Nguyễn Thị Hồng, Nguyễn Thị Hương, Nguyễn Thị Lan. Trước đây gia đình ông ở số 02 phố Hàng Bún, còn bác ông là Nguyễn Đình Nhuần ở số 10 Hàng Bún. Khi đi sơ tán về thì nhà của bác bị Nhà nước lấy giao cho người khác sử dụng, nên bố ông đã nhường nhà số 02 Hàng Bún cho cụ Nhuần ở, gia đình ông đi thuê nhà, Đỗ Trọng Thành là người ký hợp đồng cho bố ông thuê tầng hai nhà 19 phố Thuốc Bắc ngày 1 tháng 2 năm 1972. Nhà 19 Thuốc Bắc thuộc quyền sở hữu của năm anh chị em ông Thành gồm Đỗ Trọng Thành, Đỗ Thị Ngà, Đỗ Song Toàn, Đỗ Thị Nguyệt, Đỗ Trọng Cao. Do ông Cao cần tiền chữa bệnh nên đã bán một buồng 38 m² tầng hai nhà 19 Thuốc Bắc cho gia đình ông, hợp đồng ông Cao ký bán không ghi ngày tháng năm, giá bán là 6.550 đồng, ông Cao đã nhận đủ tiền. Khi ông Cao bán gian buồng 38 m² có đưa cho bố ông bằng khoán nhà 19 Thuốc Bắc, trong bằng khoán nói rõ ông Cao được hưởng 8/12 phần căn nhà, còn ông Thành, bà Ngà, bà Nguyệt, bà Toàn được hưởng 4/12 phần căn nhà; tầng một căn nhà 19 Thuốc Bắc thì trước đó anh em ông Thành đã bán cho vợ chồng Vũ Đình Tiệp, Trần Thị Bích; ông Cao sửa gian bếp 7,0 m² tầng hai để ở.
Sau khi ông Cao chết ngày 5 tháng 11 năm 1972 thì anh em ông Thành, bà Ngà, bà Nguyệt đã ký bán nốt 7,0 m² tầng hai nhà 19 Thuốc Bắc cho gia đình ông giá 3.000 đồng và bên bán đã hợp thức hóa bằng hợp đồng bán đứt tầng hai ngày 5 tháng 11 năm 1972 là ngày ông Cao chết. Anh em ông Thành cùng ký tên vào văn tự ghi rõ bên bán đã nhận đủ tiền. Ông Thành đã giao cả giấy ủy quyền của ông Cao viết ngày 9 tháng 9 năm 1972 có nội dung ông Cao là chủ sở hữu nhà 19 Thuốc Bắc, do bị bệnh nên viết ủy quyền phòng khi bị mất, để ông Thành có quyền thay ông Cao bán gian buồng phụ thuộc nhà 19 Thuốc Bắc. Giấy tờ mua bán hai gian nhà tầng hai nhà 19 Thuốc Bắc gia đình ông giữ nên bố mẹ ông ký vào giấy này lúc nào cũng được. Ông Thành cho rằng bố mẹ ông không ký vào giấy mua bán để cho rằng chưa trả tiền là không đúng.
Cụ Nhuần đã chết năm 2000, vợ của cụ Nhuần là Tô Thị Lâm và các con của cụ Nhuần là các ông, bà Nguyễn Đình Uân, Nguyễn Đình Hòa, Nguyễn Đình Hợp, Nguyễn Thị Minh Nguyệt đều xác nhận là cụ Chiện mua căn buồng tầng hai của ông Cao chứ không phải cụ Nhuần mua, cụ Nhuần chỉ là người đứng tên hộ.

#### Yêu cầu
Gia đình ông Thành (ở tại nhà 17 Thuốc Bắc) luôn gây khó khăn trong sinh hoạt cho gia đình ông. Ông Thành sang chiếm nóc tầng hai nhà 19 Thuốc Bắc nên bố ông có sang trao đổi với ông Thành không được sử dụng nóc nhà nhưng ông Thành không nghe, nên hai bên buộc phải có văn bản ngày 20 tháng 12 năm 1987 đồng ý cho ông Thành được sử dụng chung nóc nhà nhưng hai gia đình ngày càng mâu thuẫn. Sau đó gia đình ông đi kê khai sang tên sở hữu tầng hai nhà 19 Thuốc Bắc nhưng ông Thành luôn gây khó khăn. Nay ông yêu cầu Tòa án công nhận hợp đồng mua bán tầng hai nhà 19 Thuốc Bắc.
Ngoài ra, ông cũng yêu cầu một số vấn đề sau: nhà 19 Thuốc Bắc tầng một ông Thành đã bán cho gia đình ông Tiệp, tầng hai đã bán cho gia đình ông, nên ông Thành không còn quyền lợi gì của nhà 19 Thuốc Bắc, do đó ông Thành không được sử dụng nóc nhà tầng hai và khu phụ nhà 19 Thuốc Bắc. Gia đình ông mua tầng hai, khi đó thỏa thuận miệng là đi ra đường bằng lối đi qua tầng một nhà 17 Thuốc Bắc của ông Thành, nên ông yêu cầu ông Thành không được để hàng hóa tại lối đi từ đường Hàng Cá vào đi qua nhà 17, 19 Thuốc Bắc lên tầng hai nhà 19 Thuốc Bắc. Yêu cầu ông Thành bồi thường thiệt hại do đã chiếm hữu nóc nhà, sử dụng lối đi để hàng hóa từ năm 1987 đến nay với số tiền là 540 triệu đồng (2,5 triệu đồng/tháng trong 18 năm); bồi thường thương tích cho ông và vợ ông do con ông Thành gây ra là 5,0 triệu đồng/người; bồi thường thiệt hại về tinh thần do ông Thành tranh chấp gây bất ổn cho cuộc sống của gia đình ông, số tiền là 800 triệu đồng. Ông Thành phải trả chi phí cải tạo nóc nhà ông do ông Thành để đồ đạc làm hỏng, dự kiến sửa hết 120 triệu đồng. Việc khiếu kiện kéo dài làm mất việc làm của ông do ông Thành gây ra nên ông Thành phải trả 108 triệu đồng (12 triệu đồng/năm trong chín năm).

### Bị đơn

#### Trình bày
Bị đơn là Đỗ Trọng Thành trình bày rằng: nhà 19 Thuốc Bắc mang bằng khoán điền thổ số 1577 khu Đồng Xuân, diện tích 69 m² do Đỗ Huy Ngọc và Lê Thị Hữu (là bố mẹ của ông) đứng tên sở hữu; ngày 21 tháng 4 năm 1959 đã sang tên cho các con được thừa hưởng. Cụ thể: ông Cao hưởng 8/12, còn lại bốn người con là bà Nga, bà Nguyệt, bà Toàn và ông hưởng chung 4/12 phần căn nhà. Năm 1971, các anh chị em ông có cho vợ chồng cụ Chiện, cụ Mở (là bố mẹ ông Sông) thuê tầng hai nhà 19 Thuốc Bắc. Sau đó cũng năm 1971, ông Cao bán đứt một buồng 38 m² nhà 19 Thuốc Bắc cho Nguyễn Đình Nhuần, nhưng cụ Chiện lại ký thay trong giấy mua bán, giá bán là 6.550 đồng, giấy không ghi ngày tháng năm.
Ngày 9 tháng 9 năm 1972, ông Cao lập giấy ủy quyền cho ông bán một buồng 7,8 m² tầng hai nhà 19 Thuốc Bắc. Ngày 5 tháng 11 năm 1972, ông Cao chết. Căn cứ giấy ủy quyền của ông Cao, ông đã viết giấy bán buồng này cho cụ Chiện, nhưng cụ Chiện đề nghị ông viết gộp cả buồng 38 m² mà cụ Chiện đã mua của ông Cao, nên ông đã viết văn tự bán đứt tầng hai, chị em ông đã ký vào văn tự, nhưng khi đưa văn tự sang cho cụ Chiện, cụ Mở ký thì cụ Nhuần có mặt ở đó mắng và không cho vợ chồng cụ Chiện ký, nên vợ chồng cụ Chiện không ký được. Ông không đồng ý yêu cầu của ông Sông vì ông Sông chỉ ở nhờ nhà của cụ Nhuần.

#### Lời khai khác
Ông Thành còn có lời khai khác, cụ thể là: ông Cao bán một buồng nhưng đến năm 1998 ông mới biết và khi đó ông mới biết ông có phần trong nhà này, trước đó ông hiểu là nhà thuộc phần của ông Cao. Ông Cao có ủy quyền cho ông bán buồng 7,0 m², trong giấy mua bán viết bên mua đã nhận nhà, bên bán đã giao tiền, nhưng thống nhất bên mua ký mới giao tiền. Ông Cao ủy quyền cho ông là sai vì đây là tài sản chung của mấy anh chị em; nhà 19 Thuốc Bắc ông chưa kê khai vì còn đang tranh chấp; nhà 17 Thuốc Bắc ông đã kê khai là trên cơ sở ông được hưởng theo bản án chia thừa kế năm 1992. Giấy ông Cao bán nhà cho cụ Nhuần 38 m² ông áng chừng viết khoảng năm 1971. Ông chỉ lưu bản chính ông Cao bán nhà cho cụ Nhuần, còn các văn bản khác ông không giữ. Khi bán nhà cho cụ Nhuần, ông Cao có đưa bằng khoán nhà 19 Thuốc Bắc cho cụ Nhuần.

#### Yêu cầu và phản tố
Ông không đồng ý yêu cầu của ông Sông vì không có việc mua bán nhà này, bố mẹ ông Sông chưa ký vào giấy mua bán và chưa trả tiền; hợp đồng mua bán nhà không hợp pháp, nên ông Sông không có quyền đòi nóc nhà tầng hai; lối đi qua tầng một nhà 17 Thuốc Bắc, ông Sông chỉ đi nhờ. Diện tích phụ nhà 19 Thuốc Bắc, anh chị em ông không bán nên ông vẫn có quyền sử dụng. Ông cũng không chấp nhận yêu cầu của ông Sông đòi bồi thường thiệt hại về thu nhập vì ông Sông là người tranh chấp chứ không phải ông. Đánh nhau thì hai bên cũng có thương tích, Công an không giải quyết gì nên ông không đồng ý bồi thường.
Ngày 7 tháng 4 năm 2009, ông Thành có đơn phản tố đề nghị gia đình ông Sông phải đi ra đường trên diện tích nhà 19 Thuốc Bắc, có nghĩa là nhà tầng một số 19 Thuốc Bắc phải mở lối đi ra đường cho gia đình ông Sông. Nhà 17 Thuốc Bắc thuộc quyền sở hữu của ông, khi anh chị em ông bán tầng một nhà 19 Thuốc Bắc cho gia đình ông Tiệp cũng đã ghi rõ ở như diện tích đang ở, trừ lối đi. Ngày 23 tháng 9 năm 2009, ông Thành có đơn xin rút yêu cầu phản tố về lối đi.
Bị đơn Đỗ Thị Nguyệt và các con bà Đỗ Thị Nga là Vương Chí Tường, Vương Chí Thắng, Vương Bích Vân, Vương Bích Hợp có đơn trình bày: buồng 38 m² ông Cao viết bán, nhưng nhà thuộc các đồng sở hữu nên không có quyền, còn bà Ngà, bà Nguyệt có ký bán buồng 7,0 m² cho cụ Chiện nhưng bên mua chưa trả tiền nên yêu cầu trả lại nhà.

### Bên thứ ba
Người có quyền lợi, nghĩa vụ liên quan là Tô Thị Lâm trình bày rằng: chồng cụ là Nguyễn Đình Nhuần (chết năm 2000). Trước đây vợ chồng cụ sống ở số 10 phố Hàng Bún, vợ chồng cụ Chiện sống cùng vợ chồng cụ. Năm 1970, vợ chồng cụ Chiện chuyển sang nhà số 19 Thuốc Bắc ở. Vợ chồng cụ Chiện mua nhà thế nào cụ không biết, cụ chỉ nhớ là năm 1972, cụ Nhuần về nói với cụ là cụ Chiện mua nhà, nhờ cụ Nhuần đứng tên. Nhà 19 Thuốc Bắc là do vợ chồng cụ Chiện mua và trả tiền, vợ chồng cụ không tham gia giao dịch mua bán với ông Thành, gia đình cụ cũng không có quyền lợi gì liên quan đến nhà 19 Thuốc Bắc.
Các con của cụ Lâm là Nguyễn Đình Uân, Nguyễn Đình Hòa, Nguyễn Quỳnh Hợp, Nguyễn Thị Minh Nguyệt trình bày nhất trí với lời khai của cụ Lâm. Đương sự liên quan Trần Thị Bích, Vũ Đình Hậu trình bày: ông, bà đang ở tầng một nhà 19 Thuốc Bắc. Ông Thành không có quyền yêu cầu gia đình bà phải mở lối đi cho gia đình ông Sông ở tầng hai; ông Thành đã có đơn xin rút yêu cầu phản tố về lối đi, ông, bà không có ý kiến gì.

## Xét xử

### Các giai đoạn

#### Đợt thứ nhất
Ngày 21 tháng 11 năm 2007, phiên sơ thẩm diễn ra tại trụ sở tòa ở số 43 đường Hai Bà Trưng, phường Trần Hưng Đạo, quận Hoàn Kiếm, Toà án nhân dân thành phố Hà Nội quyết định: Tòa án nhân dân thành phố Hà Nội quyết định: bác yêu cầu của nguyên đơn Nguyễn Đình Sông. Trong cùng ngày, Nguyễn Đình Sông có đơn kháng cáo. Sau đó, ngày 30 tháng 6 năm 2008, phiên phúc thẩm diễn ra tại trụ sở tòa ở ngõ 02 phố Tôn Thất thuyết, phường Yên Hoà, quận Cầu Giấy, Tòa phúc thẩm Tòa án nhân dân tối cao tại Hà Nội quyết định: hủy án sơ thẩm, giao sơ thẩm giải quyết lại.

#### Đợt thứ hai
Ngày 29 tháng 9 năm 2009, phiên sơ thẩm lại diễn ra, Tòa án nhân dân thành phố Hà Nội quyết định: không chấp nhận yêu cầu công nhận hợp đồng mua bán toàn bộ tầng hai nhà 19 Thuốc Bắc của nguyên đơn. Chấp nhận yêu cầu của ông Sông về việc buộc ông Thành phải dọn toàn bộ đồ đạc, cây cảnh trên nóc tầng hai nhà 19 Thuốc Bắc chuyển dọn về nhà 17 Thuốc Bắc. Gia đình ông Thành và gia đình ông Sông sử dụng nóc nhà tầng hai nhà 19 Thuốc Bắc đúng như cam kết ký ngày 20 tháng 12 năm 1987. Tòa không chấp nhận yêu cầu của ông Sông không cho gia đình ông Thành sử dụng diện tích phụ, sân tại nhà 19 Thuốc Bắc. Xác định lối đi từ phố Hàng Cá đi vào nằm trên hai diện tích đất của nhà 17, 19 Thuốc Bắc, không ai được để hàng hóa, vật dụng cản trở việc đi lại; không chấp nhận các yêu cầu của ông Sông đòi bồi thường thiệt hại đối với ông Thành; bác các yêu cầu khác của các bên đương sự. Bên cạnh đó, Tòa đình chỉ giải quyết đối với yêu cầu phản tố của ông Thành.
Ngày 1 tháng 10 năm 2009, Nguyễn Đình Sông có đơn kháng cáo không đồng ý quyết định của Tòa án cấp sơ thẩm. Ngày 12 tháng 10 năm 2009, Đỗ Trọng Thành có đơn kháng cáo không đồng ý quyết định của Tòa án cấp sơ thẩm về phần lối đi, đề nghị xác định lối đi này là tạm thời. Ngày 18 tháng 5 năm 2010, phiên phúc thẩm thứ hai diễn ra, Tòa phúc thẩm Tòa án nhân dân tối cao tại Hà Nội quyết định: y án sơ thẩm về giải quyết hợp đồng mua bán nhà và các yêu cầu khác, hủy một phần bản án sơ thẩm giao sơ thẩm giải quyết lại về phần lối đi qua nhà 17 Thuốc Bắc.

### Kháng nghị
Ngày 20 tháng 7 năm 2010, Nguyễn Đình Sông có đơn đề nghị giám đốc thẩm, xin công nhận hợp đồng mua bán tầng hai nhà 19 Thuốc Bắc. Ngày 11 tháng 4 năm 2013, Chánh án Tòa án nhân dân tối cao Trương Hòa Bình đã kháng nghị bản án dân sự phúc thẩm thứ hai của Tòa Phúc thẩm Tòa án nhân dân tối cao tại Hà Nội; đề nghị Hội đồng Thẩm phán Tòa án nhân dân tối cao xét xử giám đốc thẩm hủy bản án dân sự phúc thẩm nêu trên và bản án dân sự sơ thẩm thứ hai năm 2009 của Tòa án nhân dân thành phố Hà Nội; giao hồ sơ vụ án cho Tòa án nhân dân thành phố Hà Nội xét xử sơ thẩm lại theo đúng quy định của pháp luật.

## Giám đốc thẩm
Ngày 23 tháng 9 năm 2013, với yêu cầu kháng nghị của Chánh án Tối cao và sự nhất trí của Viện Kiểm sát, Hội đồng Thẩm phán tối cao đã mở phiên xét xử giám đốc thẩm tại trụ sở tòa ở số 48 đường Lý Thường Kiệt, phường Trần Hưng Đạo, quận Hoàn Kiếm, Hà Nội. Tại phiên tòa giám đốc thẩm, đại diện Viện kiểm sát nhân dân tối cao đề nghị Hội đồng Thẩm phán Tòa án nhân dân tối cao chấp nhận kháng nghị của Chánh án Tòa án nhân dân tối cao, nhưng theo hướng hủy bản án dân sự phúc thẩm thứ hai của Tòa phúc thẩm Tòa án nhân dân tối cao tại Hà Nội, giao Tòa án cấp phúc thẩm xét xử lại.

### Nhận định của Tòa án

#### Tình tiết
Nhận định của Hội đồng Thẩm phán Tòa án nhân dân tối cao, Quyết định 126/2013/DS-GĐT.
Theo lời khai của nguyên đơn, bị đơn và các tài liệu trong hồ sơ vụ án thì căn nhà số 19 phố Thuốc Bắc, phường Hàng Bồ, quận Hoàn Kiếm, Hà Nội thuộc quyền sở hữu của vợ chồng Đỗ Huy Ngọc và Lê Thị Hữu đã sang tên thừa kế cho các con là Đỗ Trọng Cao (chết năm 1972, không vợ con) được hưởng 8/12 phần, còn lại Đỗ Thị Ngà (tức Nga), Đỗ Thị Nguyệt, Đỗ Thị Song Toàn (chết năm 1963, không chồng con), Đỗ Trọng Thành hưởng chung 4/12 phần. Ngày 1 tháng 7 năm 1971, ông Thành ký hợp đồng cho gia đình Nguyễn Đình Nhuần (là bác ruột Nguyễn Đình Sông, chết năm 2000) và vợ chồng Nguyễn Đình Chiện (là cha của ông Sông, chết năm 1998) thuê gian buồng tầng hai nhà 19 phố Thuốc Bắc, diện tích 39,36 m² để lấy tiền chữa bệnh cho ông Cao, đã nhận trước 2.000 đồng.
Tại giấy bán đứt một buồng ở (không ghi ngày tháng năm nhưng ông Thành thừa nhận văn bản này viết khoảng năm 1971), ông Cao đã bán cho cụ Nhuần một gian buồng không ghi diện tích, giá 6.550 đồng, bên bán đã nhận đủ tiền, ghi là cụ Chiện đại diện mua bán và ký thay cụ Nhuần. Ông Thành cho rằng gian nhà bán này chính là gian nhà thuê nêu trên và bán cho cụ Nhuần, không phải bán cho cụ Chiện. Tuy nhiên, Tô Thị Lâm và các ông, bà Nguyễn Đình Uân, Nguyễn Đình Hòa, Nguyễn Quỳnh Hợp, Nguyễn Thị Minh Nguyệt (là vợ, con cụ Nhuần) đều xác định cụ Chiện trực tiếp giao dịch và trả tiền, cụ Nhuần chỉ đứng tên hộ cụ Chiện trên hợp đồng mua nhà do ông Cao bán. Do đó, có cơ sở xác định cụ Chiện là người mua gian buồng này.
Ngày 9 tháng 9 năm 1972, ông Cao viết giấy ủy quyền để ông Thành bán căn buồng phụ ông Cao đang ở. Ngày 5 tháng 11 năm 1972, ông Cao chết không để lại di chúc. Cùng ngày, ông Thành, bà Ngà, bà Nguyệt ký văn tự bán đứt tầng hai số nhà 19 phố Thuốc Bắc có nội dung bán cho vợ chồng cụ Chiện buồng chính 38,07 m², buồng phụ 7,095 m², tổng là 45,165 m², giá 3.000 đồng, bên bán đã nhận đủ tiền, bên mua đã nhận sử dụng diện tích tầng hai và đang ở; văn tự có đủ ba người gồm ông Thành, bà Ngà, bà Nguyệt là bên bán ký tên, còn bên mua ghi tên cụ Chiện, cụ Mở nhưng không ký.

#### Nội dung
Giao dịch mua bán nhà ở giữa các anh chị em ông Thành và vợ chồng cụ Chiện, cụ Mở được xác lập trước ngày 1 tháng 7 năm 1991, nên cần phải áp dụng Nghị quyết 58 ban hành ngày 20 tháng 8 năm 1998 của Ủy ban thường vụ Quốc hội để giải quyết vụ án. Nguyễn Thị Lan (con cụ Chiện, cụ Mở) tham gia tố tụng với tư cách người có quyền lợi, nghĩa vụ liên quan là do thuộc diện thừa kế di sản của cụ Chiện, cụ Mở mà không tham gia vào giao dịch này. Bà Lan mới định cư tại Cộng hòa Séc từ năm 1997, việc mua bán này không phải là giao dịch nhà ở trước ngày 1 tháng 7 năm 1991 có người định cư ở nước ngoài trước ngày 1 tháng 7 năm 1991 tham gia, nên Tòa án cấp sơ thẩm, phúc thẩm căn cứ Nghị quyết 1037 ban hành ngày 27 tháng 7 năm 2006 về giao dịch dân sự về nhà ở được xác lập trước ngày 1 tháng 7 năm 1991 có người Việt Nam định cư ở nước ngoài tham gia để giải quyết vụ án là chưa đúng.

### Quyết định
Từ nhận định này, Hội đồng Thẩm phán Tòa án nhân dân tối cao ra quyết định: hủy toàn bộ bản án dân sự phúc thẩm thứ hai năm 2010 của Tòa Phúc thẩm Tòa án nhân dân tối cao tại Hà Nội về vụ án tranh chấp quyền sở hữu, sử dụng nhà giữa nguyên đơn là Nguyễn Đình Sông, Nguyễn Thị Hồng, Nguyễn Thị Hương với bị đơn là Đỗ Trọng Thành, Đỗ Thị Nguyệt, Vương Chí Tường, Vương Chí Thắng, Vương Bích Vân, Vương Bích Hợp; người có quyền lợi, nghĩa vụ liên quan gồm chín người. Giao hồ sơ vụ án cho Tòa Phúc thẩm Tòa án nhân dân tối cao tại Hà Nội xét xử phúc thẩm lại theo quy định của pháp luật.